# Ricardo Mello
Ricardo Mello (Campinas, 21 dicembre 1980) è un ex tennista brasiliano.
Ha vinto in singolare un torneo dell'ATP Tour e diversi altri nei tornei minori, e ha raggiunto il 50º posto del ranking ATP nel luglio 2005. In doppio ha vinto solo tre tornei Challenger e non è andato oltre il 118º posto del ranking. Ha esordito nella squadra brasiliana di Coppa Davis nel 2005.

## Carriera
Inizia a giocare a tennis all'età di sei anni e fa il suo esordio tra i professionisti nel 1996 quando, ancora quindicenne, viene sconfitto da Gustavo Kuerten al primo turno di un Challenger. Nel 2000 alza il primo trofeo da professionista vincendo il singolare al torneo ITF Mexico F3 Futures. L'anno successivo, dopo aver vinto altri tre tornei Futures, si aggiudica il primo titolo delle ATP Challenger Series al Torneio Internacional de Tênis Campos do Jordão con il successo in finale su Alexandre Simoni per 7-6, 4-6, 7-6. Quello stesso anno esordisce nel circuito ATP spingendosi fino ai quarti di finale a Costa da Sauipe grazie alla vittoria in rimonta su Nicolas Massu, e viene eliminato dallo stesso Simoni.
Vince altri titoli Challenger, tra i quali il primo in doppio, e nel 2004 esordisce in un torneo del Grande Slam con una sconfitta al primo turno degli Australian Open 2004. Nell'agosto successivo supera le qualificazioni e raggiunge il terzo turno agli US Open 2004, che gli vale l'accesso nella top 100 del ranking e resterà il suo miglior risultato in una prova del Grande Slam. In settembre vince il primo titolo ATP agli International Tennis Championships di Delray Beach, superando in finale Vincent Spadea per 7-6, 6-3, risultato con cui sale al 70º posto mondiale.
Nel febbraio 2005 perde in semifinale all'ATP di Costa do Sauipe contro Rafael Nadal. Il mese dopo esordisce in Coppa Davis e si impone in singolare nella vittoriosa sfida contro la Colombia. Dopo i due singolari vinti a luglio in Davis contro le Antille Olandesi raggiunge il 50º posto mondiale, che resterà il suo miglior ranking in carriera. A settembre scadono i punti guadagnati con il trionfo a Delray Beach dell'anno prima e a ottobre esce dalla top 100. Per farvi rientro dovrà attendere fino al 2010, grazie a un'altra semifinale raggiunta all'ATP di Costa de Sauipe e a due titoli in tornei Challenger brasiliani.
Nel periodo successivo risale fino al 75º posto mondiale. Nel settembre 2011 disputa e perde i suoi ultimi incontri di Coppa Davis nei play-off di World Group contro la Russia; chiude con un bilancio di 8 vittorie e 7 sconfitte, tutte in singolare. Esce definitivamente dalla top 100 nel febbraio 2012. Annuncia il suo ritiro dal professionismo il 12 febbraio 2013 dopo essere stato sconfitto al primo turno del Brasil Open.

## Statistiche

### Singolare

#### Vittorie (1)
| Anno | Torneo                                           | Avversario in finale | Punteggio |
| ---- | ------------------------------------------------ | -------------------- | --------- |
| 2004 | International Tennis Championships, Delray Beach | Vincent Spadea       | 7-6, 6–3  |

### Tornei minori

#### Singolare

##### Vittorie (21)
| Legenda tornei minori |
| Challenger (15)       |
| Futures (6)           |

| N.  | Anno | Torneo                                                   | Superficie  | Avversario in finale | Punteggio           |
| 1.  | 2001 | Torneio Internacional Campos do Jordão, Campos do Jordão | Cemento     | Alexandre Simoni     | 7–6(6), 4–6, 7–6(5) |
| 2.  | 2002 | Torneio Internacional Campos do Jordão, Campos do Jordão | Cemento     | Maximilian Abel      | 7–6(2), 6–3         |
| 3.  | 2002 | BH Tennis Open International Cup, Belo Horizonte         | Cemento     | Alexandre Simoni     | 6–3, 6–3            |
| 4.  | 2003 | Abierto de Puebla, Puebla                                | Cemento     | Markus Hantschk      | 7–6(5), 6–4         |
| 5.  | 2004 | Gramado Challenger, Gramado                              | Cemento     | Janko Tipsarević     | 2–6, 7–5, 6–4       |
| 6.  | 2005 | Aberto de São Paulo, São Paulo                           | Cemento     | Giovanni Lapentti    | 4–6, 6–2, 7–6(0)    |
| 7.  | 2006 | Aberto de Tênis de Santa Catarina, Florianópolis         | Terra rossa | Diego Junqueira      | 6–3, 5–7, 7–6(4)    |
| 8.  | 2006 | Torneio Internacional Campos do Jordão, Campos do Jordão | Cemento     | Ivo Klec             | 6–3, 6–4            |
| 9.  | 2009 | Aberto de São Paulo, São Paulo                           | Cemento     | Paul Capdeville      | 6–2, 6–4            |
| 10. | 2009 | Aberto de Brasília, Brasília                             | Cemento     | Juan Ignacio Chela   | 7–6(2), 6–4         |
| 11. | 2010 | Aberto de São Paulo, São Paulo                           | Cemento     | Eduardo Schwank      | 6–3, 6–1            |
| 12. | 2010 | Aberto de Bahia, Salvador                                | Cemento     | Thiago Alves         | 5–7, 6–4, 6–4       |
| 13. | 2011 | Aberto de São Paulo, São Paulo                           | Cemento     | Rafael Camilo        | 6–2, 6–1            |
| 14. | 2011 | Recife Open Internacional de Tenis, Recife               | Cemento     | Rogério Dutra Silva  | 7–6(5), 6–3         |
| 15. | 2011 | Aberto Rio Preto, São José do Rio Preto                  | Terra rossa | Eduardo Schwank      | 6–4, 6–2            |

#### Doppio

##### Vittorie (3)
| Legenda tornei minori |
| Challenger (3)        |
| Futures (0)           |

| N. | Anno | Torneo                                                   | Superficie  | Compagno         | Avversari in finale             | Punteggio |
| 1. | 2003 | Quito Challenger, Quito                                  | Terra rossa | Alexandre Simoni | Ricardo Schlachter Hugo Armando | 6–3, 6–4  |
| 2. | 2006 | Torneio Internacional Campos do Jordão, Campos do Jordão | Cemento     | Iván Miranda     | Alejandro Hernández André Sá    | 6–3, 6–4  |
| 3. | 2001 | Aberto de São Paulo, São Paulo                           | Terra rossa | Franco Ferreiro  | Diego Junqueira David Marrero   | 6–3, 6–3  |